# Cocatriz

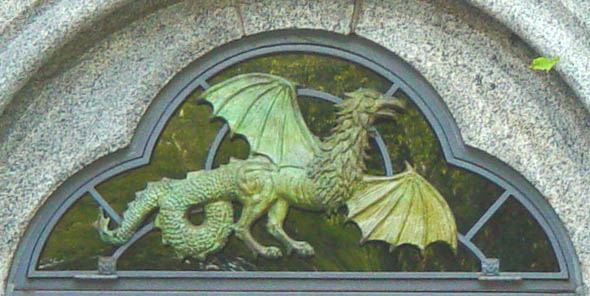
Una cocatriz sobre la puerta del castillo Belvedere (1869) en el Central Park de Nueva York, Estados Unidos.

La cocatriz (del francés antiguo cocatis, este del latín medieval calcatrix, y este calco del griego ichneumon, rastreador) es una bestia mítica, esencialmente una criatura bípeda con apariencia de dragón o serpiente, con cabeza de gallo. Descrita por Laurence Breiner como «un ornamento en el drama y la poesía isabelinas», ha estado presente prominentemente en el pensamiento y los mitos ingleses por siglos.
Este autor refirió que «la cocatriz, que nadie vio, nació por accidente a finales del siglo XVI y murió a la mitad del siglo XVII, una víctima de la nueva ciencia».

## Leyenda

### Orígenes
De este ser, descrito por primera vez a finales del siglo XII, se encuentra una pista en la Historia natural de Plinio el Viejo, como duplicado del basilisco o regulus. Pero a diferencia del basilisco, la cocatriz tiene alas. Sin embargo, la Enciclopedia judía (1906) los considera idénticos. La cocatriz fue descrita por primera vez en la forma que actualmente se conoce a finales del siglo XIV.
El Diccionario inglés de Oxford da una etimología del viejo francés cocatis, del latín medieval calcatrix, una traducción del griego ichneumon, con significado de rastreador. La leyenda del siglo XII está basada en una referencia de Historia natural de Plinio el Viejo en el que el ichneumon espera que el cocodrilo abra sus fauces para que el colibrí entre y le limpie los dientes. Una descripción más extensa de la cocatriz del siglo XV hecha por un viajero castellano en Egipto, Pedro Tafur, aclara que esta es una referencia al cocodrilo del Nilo.
De acuerdo con De naturis rerum (ca 1180) de Alexander Neckam, la cocatriz es producto de un huevo dejado por un gallo e incubado por un sapo; una serpiente es usada como substituto en algunas versiones. La cocatriz se convierte en sinónimo de basilisco cuando el basilisco en De proprietatibus rerum (ca 1260) de Bartolomeo Ánglico fue traducido por John Trevisa como «cocatriz» (1397).  Un basilisco, sin embargo, es usualmente descrito sin alas.
Se piensa que un huevo de gallo daría a luz a una cocatriz, y esto podría prevenirse arrojando el huevo sobre la casa de la familia, aterrizando en el otro lado de la casa, sin permitir que el huevo golpee la casa. Sin embargo, si bien existe una serie de criaturas de doble género, no existe un gallo macho conocido (que por definición se reproduce a través de espermatozoides), en tiempos antiguos o modernos, que tenga la capacidad exclusivamente femenina de producir huevos.

### Habilidades
Tiene la capacidad de matar a la gente, ya sea mirándolos —el ojo de la muerte de la cocatriz— tocándolos o, a veces, respirando sobre ellos.
Se repetía en los bestiarios de finales de la Edad Media que la comadreja es el único animal que es inmune a la mirada de una cocatriz. También se pensó que una cocatriz moriría instantáneamente al oír el canto de un gallo y, según la leyenda, hacer que la cocatriz se vea a sí misma en un espejo es una de las pocas maneras de matarla.
También se dijo que la cocatriz volaba usando el conjunto de alas fijado a su espalda.[cita requerida]